# Chaise Barcelone
Pour les articles homonymes, voir Barcelona et Barcelone (homonymie).

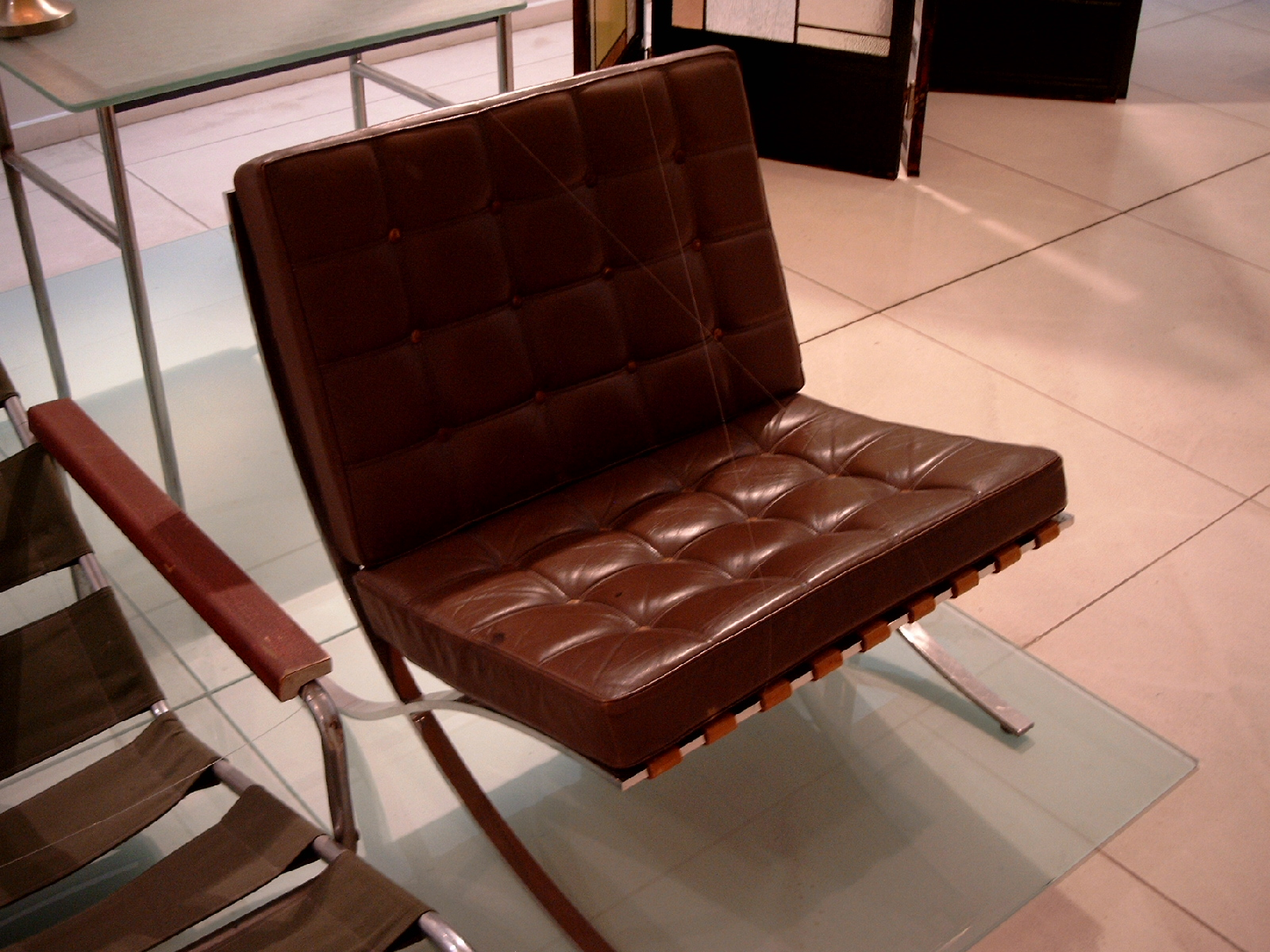

La chaise Barcelone, aussi désignée sous le nom de fauteuil Barcelona ou plus simplement Barcelona (nom et modèle déposés), fait partie des créations les plus emblématiques du mobilier au XXe siècle. C’est une chauffeuse dotée d'une structure apparente et d'un piétement d'acier chromé poli en X, dessinée par Ludwig Mies van der Rohe et sa partenaire Lilly Reich.

## Son histoire

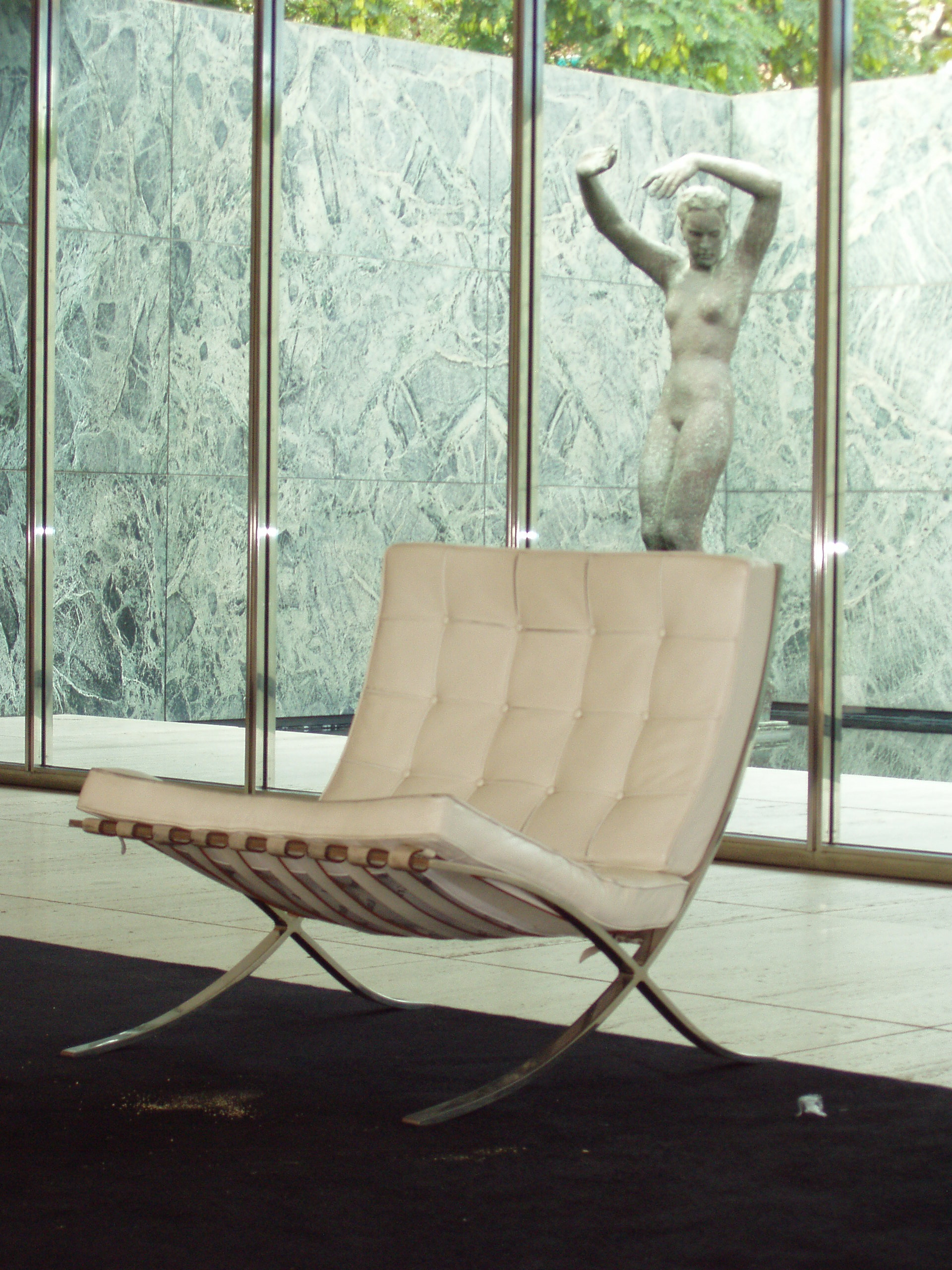
Chaise Barcelone dans le pavillon (reconstruit).

Mies avait été commissionné par le gouvernement allemand pour dessiner le pavillon allemand de l'Exposition internationale de 1929 à Barcelone en Espagne, organisée sur la colline de Montjuïc. Le bâtiment en lui-même, démonté après l'Exposition mais dont une copie identique à l'original a été construite sur le même emplacement à Montjuïc entre 1983 et 1986, semble toujours aussi actuel. Il devait avoir l'air futuriste pour les visiteurs de 1929. La simplicité linéaire du pavillon - fait de verre, d'acier et de trois marbres différents - est caractérisée par de grands espaces fluides, utilisant des plaques entières de chaque matériau juxtaposées les unes aux autres.

Une fois terminés les plans du bâtiment, Mies et Lilly commencèrent à travailler sur le mobilier intérieur. Lors d'un entretien, l'année suivant l'exposition, Mies déclara à propos de ces chaises :

« Une chaise est un objet très difficile à faire. Tous ceux qui ont déjà essayé d'en faire le savent. Il y a une infinité de possibilités et beaucoup de problèmes – la chaise doit être légère, elle doit être solide, elle doit être confortable. C'est pratiquement plus facile de construire un gratte-ciel qu'une chaise. »

L'exposition fut un événement à portée internationale, visitée par la famille royale espagnole, c'est-à-dire Alphonse XIII et Victoire-Eugénie de Battenberg, ainsi que de nombreux représentants officiels des gouvernements européens. Mies était bien conscient de la signification et du défi à relever quand il commença à la dessiner. À l'époque il fit le commentaire suivant : Ça devait être « une chaise importante, une chaise élégante et onéreuse. Ça devait être monumental. On ne pouvait tout simplement pas se servir d'une chaise de cuisine » (Mies en 1929).
On[Qui ?] dit que la chaise qu'il dessina pour le pavillon lui avait été inspirée par la chaise pliante des pharaons et le tabouret en forme de croix des Romains. Ce lignage royal et formel convenait parfaitement et était sans aucun doute intentionnel, permettant à ce design moderne d'avoir un poids intellectuel et culturel qui aurait été d'autant plus évident dans ce contexte futuriste. Les proportions généreuses et sa forme élégante donne plus à la chaise Barcelone des airs de sculpture exposée dans un pavillon qui, lui, ressemble à un showroom. Les articulations claires de la structure et les deux coussins d'assise en cuir capitonné comme éléments bien séparés, ainsi que le recours à la fois à des matériaux traditionnels et modernes utilisés ici pour leur valeur fonctionnelle, présagent la future architecture dans le Style international de Mies aux États-Unis. Son signe distinctif est le piétement d'acier chromé poli en X est constitué de deux pieds réalisés en lame d'acier plat de 11 mm d'épaisseur et 32 mm de largeur, reliés par trois barres transversales, les deux premières formant le cadre de l'assise (arrière et avant qui est en porte-à-faux à l'inverse de la chaise cantilever) et la dernière le dossier.
Les hôtes royaux ne s'assirent pas sur les chaises Barcelone. Quoi qu'il en soit, leur impact sur le design ainsi que sur le mouvement moderne fut profond.

## Matériaux et fabrication
Ceux d'origine sont d’avant l'inox et les soudures et visseries sont invisibles, c’est pourquoi les morceaux ont dû être boulonnés ensemble. Les lanières de cuir utilisées (neuf pour l'assise, huit pour le dossier, attachées à l'aide de sangles également en cuir) dans ce premier exemplaire étaient de la peau de porc et dans le pavillon la couleur des chaises était ivoire. Les chaises actuelles ne diffèrent pas tellement. Mies redessina les chaises dans les années 1950, trois ans après la mort de Lilly Reich, utilisant les nouvelles possibilités de l’acier inoxydable. Ceci permit à la structure d’être fabriquée à partir d’une seule pièce de métal et les boulons originels furent remplacés par des lignes lisses qui nous sont tellement familières aujourd’hui.
La chaise Barcelone, parfois référencée comme chaise du Pavillon, a rapidement reçu une aura de classicisme moderne. Elle est pratiquement tout de suite commercialisée mais sa fabrication s'arrête en 1931. En 1938, Mies émigre aux États-Unis où l'entreprise Knoll relance en 1948 sa production à l'échelle industrielle, Florence Knoll (qui a forgé le concept de corporate design (en)) l'imposant dans l'univers de l'entreprise jusqu'à aujourd'hui.

## Philosophie
Les modernistes de la moitié du XXe siècle, y compris Mies, souscrivent philosophiquement à l’idée que le mobilier moderne devrait être accessible aux masses, aussi bien financièrement qu’esthétiquement. Cependant la chaise Barcelone constitue une exception à cette règle. Ses matériaux et sa fabrication sont trop coûteux, elle demande une trop grande main-d’œuvre et est donc trop onéreuse pour la rendre accessible au plus grand nombre. Et puis ses emprunts à des sièges monarchiques, sa connotation royale, lui donnèrent un prix d’achat qui ne fit qu’augmenter avec le temps.
Le designer Victor Papanek montre dans les années 1970 que, tout jeune architecte, il a acquis une chaise Barcelone pour laquelle il a épargné, voire s’est serré la ceinture. Elle est alors mise bien en évidence, et elle est considérée comme un trésor personnel. Différents artistes s'en sont inspirés, tels Franco Albini et sa Fiorenze Chair en 1952, Jean Nouvel et son siège Milana en 1995.

## La chaise aujourd’hui

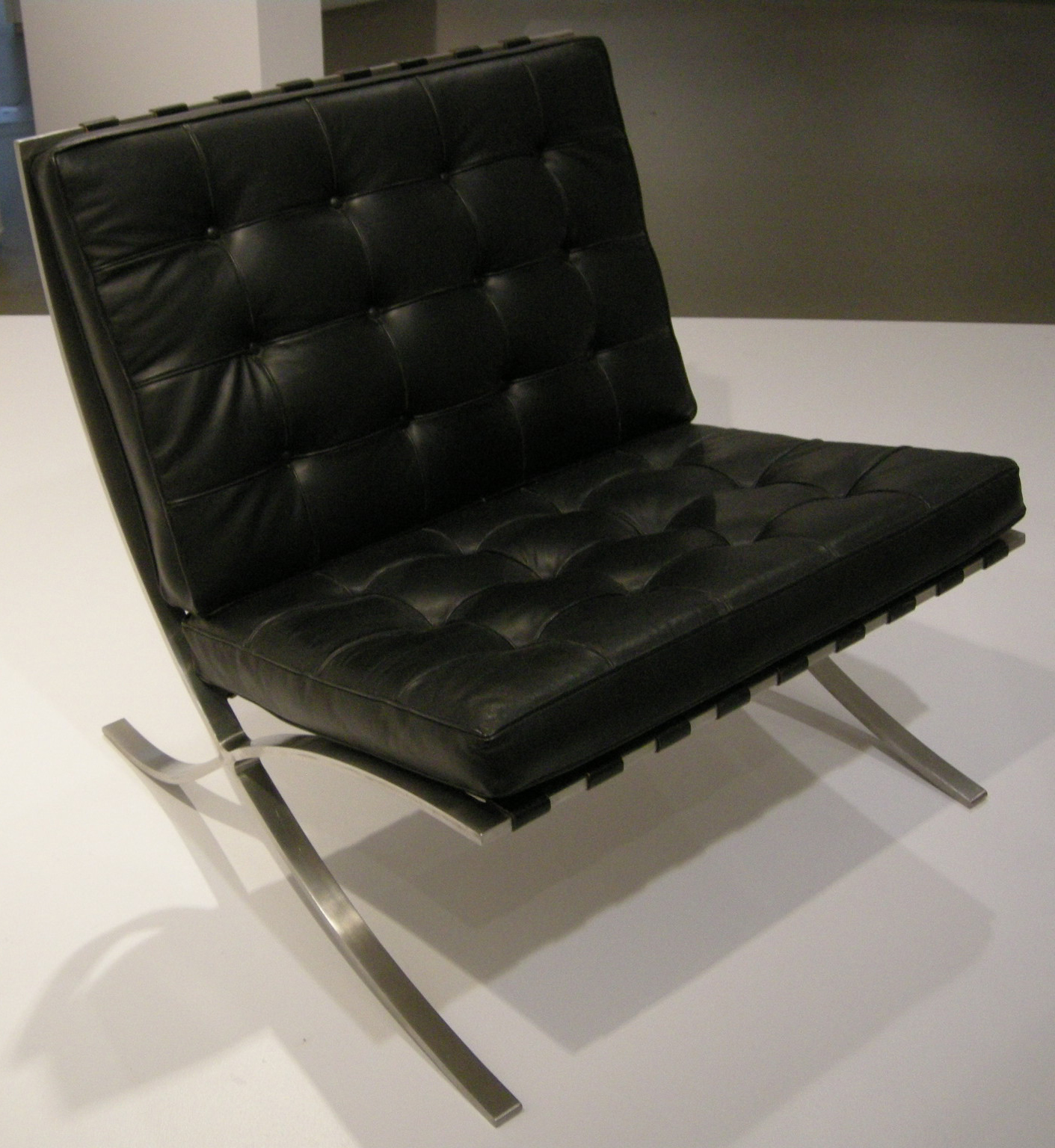
La chaise aujourd’hui avec l'assemblage de capitons en cuir camouflé par des passepoils.

Les autres pièces de la série ne furent pas dessinées par Mies lui-même mais, fidèles à son design, elles empruntent les mêmes piétements, et sont recouvertes du même style de cuir molletonné à rainures. La grande qualité du cuir (plus souvent en cuir de vache que de porc maintenant) est cousu à la main, surpiqué de rainures, requérant quelque 28 heures d’un travail hautement qualifié. De la mousse à haute densité remplace le rembourrage en crins de cheval. La série Barcelone disponible en plus de 900 coloris est fabriquée en Italie sous licence par l'entreprise américaine Knoll.